# Картонный табурет
Картонный табурет — складное штабелируемое мебельное изделие для сидения без спинки и подлокотников, изготавливаемое из многослойного гофрированного картона.
Обычно картонный табурет изделие формы прямоугольного параллелепипеда, который можно быстро собрать и разложить в несколько простых действий. Используется для быстрой и дешёвой организации массовых мест сидения в больших залах, например, католических церквей.

## Особенности
Табуреты из картона легко делать, транспортировать и устанавливать. Они лёгкие и недорогие. Благодаря своей форме их легко собирать и штабелировать. И наоборот, картонные табуретки можно использовать в качестве контейнеров для хранения. Имеющие возможность печати на поверхностях, они могут использоваться как место для рекламы .

## Конструкция
Существуют разные конструкции табуретов из картона. По характеру сборки различают неразборные (цельные) конструкции и разборные (составные), что существенно влияет на объём работ по сборке, транспортировке и хранению.
При неразборной конструкции картонные табуреты состоят из цельного куска гофрированного картона, которым предусмотрены все внешние поверхности и опорные детали. Такая конструкция обеспечивает быструю сборку, которая достигается простыми действиями по складыванию и сжатию.
При сборной (многокомпонентной) конструкции картонные табуреты обычно состоят из основной картонной детали, формирующей внешнюю оболочку, а также дополнительных картонных деталей — несущих крестовин или перемычек, которые собираются отдельно и устанавливаются во внешнюю оболочку. Несущая крестовина придаёт картонному табурету бо́льшую прочность и устойчивость.

## История
Идея использовать простые табуреты из гофрированного картона на церковных мероприятиях принадлежит Фридриху Карлу Барту, бывшему руководителю «Консультационного центра по оформлению богослужений и других общественных мероприятий» во Франкфурте-на-Майне. Вместе с организационной командой Конгресса евангелической церкви он столкнулся с проблемой обеспечения подходящих мест для «литургической ночи». Поскольку должна была быть предпринята попытка реализовать новую концепцию помещения, нельзя было прибегнуть к традиционным сиденьям, поскольку они не гарантировали необходимой гибкости в дизайне помещения. Попытка использовать надувные матрасы и пивные ящики в качестве сидений оказалась неудовлетворительной.
Опираясь на этот опыт, Барт разработал конструкцию первого картонного табурета. Эта идея была впервые реализована на Церковном конгрессе 1975 года во Франкфурте. Первые 2500 картонных табуретов были доставлены компанией «Штабернак» к «литургической ночи» и с самого начала пользовались большой популярностью. Простые картонные стулья, удобные в использовании, с 1975 года все чаще использовались на крупных церковных мероприятиях.
Фридрих Карл Барт и протестантская церковь могут по праву претендовать на изобретение картонного табурета, хотя патент на него так и не был запрошен и получен ими. Серийного производства картонного табурета также не было, поскольку любая компания по изготовлению картонных коробок могла произвести такие табуреты в короткие сроки по мере необходимости по достаточно простой выкройке.
Хайнц Штиге, возглавлявший организацию церковного конгресса с 1970 по 1998 год, в значительной степени ответственен за распространение и длительное использование картонного табурета на протестантских церковных конгрессах. За эти годы он установил около 750 000 таких картонных табуретов. Идея показала свою состоятельность, и вскоре такие табуреты получили распространение на других площадках.